# São José da Lagoa Tapada
São José da Lagoa Tapada este un oraș în Paraíba (PB), Brazilia.